# Czarny Młot
Czarny Młot (ang. Black Hammer) – amerykańska seria komiksowa autorstwa scenarzysty Jeffa Lemire i rysownika Deana Ormstona, wydawana w formie miesięcznika od lipca 2016 przez Dark Horse Comics. Po polsku publikuje ją Egmont Polska od 2017 w formie tomów zbiorczych.

## Fabuła
Czarny Młot i sześciu innych superbohaterów ratują miasto Spiral City przed Anty-Bogiem, jednak w trakcie akcji zostają uwięzieni w ponurym miasteczku Rockwood. Krótko potem Czarny Młot umiera. Dziesięć lat później sześciu bohaterów mieszka na farmie o nazwie Czarny Młot, a ich nadzieja na ucieczkę z Rockwood maleje.

## Serie poboczne
Popularność Czarnego Młota sprawiła, że powstały poboczne miniserie, wydane również po polsku: Sherlock Frankenstein, Doktor Star (ang. Doctor Star), Era kwantowa (ang. The Quantum Age), Czarny Młot '45 (Black Hammer '45), Black Hammer/Liga Sprawiedliwości, Skulldigger i Skeleton Boy oraz Pułkownik Weird.

## Tomy zbiorcze wydane po polsku
| Tom                | Tytuł i rok wydania polskiego                                 | Tytuł i rok wydania oryginalnego                         | Zawartość                                                              | Autorzy                                                 |
| Seria Czarny Młot  | Seria Czarny Młot                                             | Seria Czarny Młot                                        | Seria Czarny Młot                                                      | Seria Czarny Młot                                       |
| ------------------ | ------------------------------------------------------------- | -------------------------------------------------------- | ---------------------------------------------------------------------- | ------------------------------------------------------- |
| 1                  | Tajna geneza (2019)                                           | Secret Origins (2017)                                    | Black Hammer #1–6                                                      | - Scenariusz: Jeff Lemire - Rysunki: Dean Ormston       |
| 2                  | Wydarzenie (2018)                                             | The Event (2017)                                         | Black Hammer #7–11, 13                                                 | - Scenariusz: Jeff Lemire - Rysunki: Dean Ormston       |
| 3                  | Era zagłady – Część 1 (2019)                                  | Age of Doom – Part I (2019)                              | Black Hammer: Age of Doom #1–5                                         | - Scenariusz: Jeff Lemire - Rysunki: Dean Ormston       |
| 4                  | Era zagłady – Część 2 (2020)                                  | Age of Doom – Part II (2019)                             | Black Hammer: Age of Doom #6–12                                        | - Scenariusz: Jeff Lemire - Rysunki: Dean Ormston       |
| 5                  | Odrodzenie. Część 1 (2022)                                    | Reborn – Part I (2022)                                   | Black Hammer: Reborn #1–4                                              | - Scenariusz: Jeff Lemire - Rysunki: Dean Ormston       |
| 6                  | Odrodzenie. Część 2 (2023)                                    | Reborn – Part II (2022)                                  | Black Hammer: Reborn #5–8                                              | - Scenariusz: Jeff Lemire - Rysunki: Dean Ormston       |
| 7                  | Odrodzenie. Część 3 (2025)                                    | Reborn – Part III (2022)                                 | Black Hammer: Reborn #9–12                                             | - Scenariusz: Jeff Lemire - Rysunki: Dean Ormston       |
| 8                  | Koniec (2025)                                                 | The End (2024)                                           | Black Hammer: The End #1–6                                             | - Scenariusz: Jeff Lemire - Rysunki: Dean Ormston       |
| Poboczne opowieści |                                                               |                                                          |                                                                        |                                                         |
| -                  | Sherlock Frankenstein i Legion Zła (2018)                     | Sherlock Frankenstein and the Legion of Evil (2018)      | - Black Hammer #12 - Sherlock Frankenstein and the Legion of Evil #1–4 | - Scenariusz: Jeff Lemire - Rysunki: David Rubín        |
| -                  | Doktor Star i Królestwo Straconej Przyszłości (2019)          | Doctor Star and the Kingdom of Lost Tomorrows (2018)     | Doctor Star and the Kingdom of Lost Tomorrows #1–4                     | - Scenariusz: Jeff Lemire - Rysunki: Max Fiumara        |
| -                  | Era kwantowa (2019)                                           | The Quantum Age (2019)                                   | The Quantum Age #1–6                                                   | - Scenariusz: Jeff Lemire - Rysunki: Wilfredo Torres    |
| -                  | Czarny Młot '45 (2020)                                        | Black Hammer ’45 (2019)                                  | Black Hammer ’45 #1–4                                                  | - Scenariusz: Jeff Lemire - Rysunki: Matt Kindt         |
| -                  | Czarny Młot/Liga Sprawiedliwości: Młot Sprawiedliwości (2020) | Black Hammer / Justice League: Hammer of Justice! (2020) | Black Hammer / Justice League: Hammer of Justice! #1–5                 | - Scenariusz: Jeff Lemire - Rysunki: Michael Walsh      |
| -                  | Pułkownik Weird: Zagubiony w kosmosie (2021)                  | Colonel Weird: Cosmagog (2021)                           | Colonel Weird: Cosmagog #1–4                                           | - Scenariusz: Jeff Lemire - Rysunki: Tyler Crook        |
| -                  | Skulldigger (2023)                                            | Skulldigger + Skeleton Boy (2021)                        | Skulldigger + Skeleton Boy #1–6                                        | - Scenariusz: Jeff Lemire - Rysunki: Tonci Zonjic       |
| -                  | Wizje - Spiral City (2023)                                    | Visions: Volume 1 (2021)                                 | Visions #1–4                                                           | - Scenariusz: Patton Oswalt - Rysunki: Geoff Johns      |
| -                  |                                                               | Visions: Volume 2 (2021)                                 | Visions #5–8                                                           | - Scenariusz: Scott Snyder - Rysunki: Cecil Castellucci |

## Nagrody
W 2017 autorzy serii Czarny Młot zostali uhonorowani Nagrodą Eisnera w kategorii „najlepsza nowa seria”.